# По вовчому сліду
«По вовчому сліду» (рос. «По волчьему следу») — радянський художній фільм 1976 року режисера Валеріу Гажіу.

## Сюжет
Літо 1921 року. Котовський на чолі окремої кавалерійської бригади завершив розгром антоновського контрреволюційного заколоту на Тамбовщині, знищивши банду Матюхіна…

## У ролях
- Петро Баракчі
- Вадим Вільський
- Євген Лазарєв
- Анатолій Ромашин
- Ірина Бразговка
- Василе Зубку-Кодряну
- Геннадій Сайфулін
- Віктор Чутак
- Серджіу Фініті
- Володимир Шакало
- Геннадій Чулков
- Ігор Лєдогоров
- Олексій Головін
- Зураб Капіанідзе
- Улдіс Пуцитіс
- Вілніс Бекеріс
- Володимир Пінчук
- Федір Одиноков - лісник
- Костянтин Константинов
- Віктор Косих

## Творча група
- Сценарій: Валеріу Гажіу
- Режисер: Валеріу Гажіу
- Оператор: Вадим Яковлєв
- Композитор: Едуард Лазарєв